# Орлівка (Константиновський район)
Орлівка (рос. Орловка) — село у Константиновському районі Амурської області Російської Федерації. Розташоване на території українського історичного та етнічного краю Зелений Клин.
Входить до складу муніципального утворення Новопетрівська сільрада. Населення становить 281 особу (2018).

## Історія
З 25 січня 1944 року підпорядковане Константиновському районі. З 20 жовтня 1932 року входить до складу новоутвореної Амурської області.
З 1 січня 2006 до 7 травня 2015 року органом місцевого самоврядкування була Орлівська сільрада. Відтак сільрада була доєднана до Новопетрівської.

## Населення
| 2002 | 2010 | 2012 | 2013 | 2014 | 2015 | 2016 |
| ---- | ---- | ---- | ---- | ---- | ---- | ---- |
| 368  | ↘362 | ↘359 | ↘351 | ↘335 | ↘299 | ↘288 |
| 2017 | 2018 |      |      |      |      |      |
| ↗290 | ↘281 |      |      |      |      |      |